# Peperomia rugata
Peperomia rugata är en pepparväxtart som beskrevs av William Trelease. Peperomia rugata ingår i släktet peperomior, och familjen pepparväxter. Inga underarter finns listade i Catalogue of Life.